# The Night They Drove Old Dixie Down
«The Night They Drove Old Dixie Down», en castellano La noche que derrotaron al viejo  Dixie, es una canción compuesta por el músico canadiense Robbie Robertson y publicada en el segundo álbum de estudio homónimo del grupo de rock The Band, en 1969.

## Historia

### Trasfondo
La letra de "La noche que derrotaron al viejo Dixie" ("The Night They Drove Old Dixie Down") relata los últimos días de la guerra civil estadounidense y sus consecuencias. El soldado confederado Virgil Caine "sirve en el tren de Danville", la principal línea de suministro de Richmond (Virginia), Virginia, capital de los Estados Confederados de América. La Armada de Virginia del Norte, al mando del general Robert E. Lee, mantenía firme una posición en torno al conocido como "asedio de Petersburg", en el Estado de Virginia, con el fin de mantener intacta la línea de suministros de la capital confederada. Como parte de la ofensiva militar, las fuerzas unionistas del general George Stoneman "rompieron la línea" (tal y como relata la canción en el verso "tore up the track again"). El asedio tuvo lugar entre junio de 1864 y abril de 1865, cuando Petersburg y Richmond cayeron en manos de las fuerzas de la Unión y las tropas del general Lee mueren de hambre al final de la contienda. En la canción, Virgil relata y lamenta la muerte de su hermano a manos del ejército yanqui en los versos: "He was just eighteen, proud and brave / but a Yankee laid him in his grave" (lo cual puede traducirse al español como: "Tenía tan sólo dieciocho años, orgulloso y valiente, pero un yanqui lo puso en su tumba").
Ralph J. Gleason, en una reseña para la edición estadounidense de la revista musical Rolling Stone en octubre de 1969, explicó por qué la canción tiene un gran impacto en los oyentes: 

"Nada de lo que he leído... ha devuelto el abrumador sentido humano de la historia del modo en que lo hace esta canción. La única cosa que puedo añadir a todo eso es El rojo emblema del valor. Es una canción remarcable, la estructura rítmica, la voz de Levon y el bajo con el acento de la batería y luego el fuerte cierre armónico de Levon, Richard y Rick en el tema, todo hace imposible pensar que no se trate de un material tradicional transmitido de padre a hijo directamente desde el invierno de 1865 hasta la fecha. Tiene esa parte de verdad y esa aura de autenticidad".

Robertson comentó que tenía la música de la canción en su cabeza pero que no tenía idea de lo que iba a tratar. "En un momento dado, el concepto salió de mí. Luego fui y busqué y escribí la letra para la canción". Más tarde, Robertson añadió: "Cuando fui por primera vez al Sur, recuerdo una expresión común que decía: "Bien, no hay de qué preocuparse, volveremos a crecer otra vez". La primera vez que la oí fue una declaración divertida, y luego la volví a oír de nuevo y realmente me chocó, y pensé: "Señor, hay dolor en esto, hay tristeza en esto". En América, es un tipo de tristeza agradable".

### Contribución de Levon Helm
Levon Helm, único miembro de la formación oriundo de un Estado sureño como Arkansas, añadió una mayor resonancia al eco tradicional de la Confederación, proveyendo un mayor impacto vocal en la triste lírica de la canción sobre la derrota confederada y la consiguiente desaparición paulatina de la tradición sureña.
Sobre la contribución de Helm a la canción, Robertson comentó a Rob Bowman en el verano de 2000: 

"En uno de los versos mencionaba algo sobre Lincoln y Levon dijo: "No puedes hacer eso". Yo dije: "¿De verdad? Estaba leyendo este libro..." Desde el punto de vista sureño, era como: "Hey, este es el tío que estaba intentando decirnos que no podíamos tener esclavos". De modo que Levon me puso sobre aviso. Dijo algo como: "Tienes que ver eso porque en el Sur eso no va a sentar bien". Luego me explicó la política de esos tiempos de un modo que entendí. Esa fue su contribución a la canción".

## Contexto en el álbum y en la historia de The Band
Según las notas incluidas por Rob Bowman en la reedición del álbum The Band en 2000, el trabajo del grupo fue considerado como un álbum conceptual desarrollado en torno a gentes, lugares y tradiciones asociadas con una era histórica de los Estados Unidos. En este aspecto, "The Night They Drove Old Dixie Down" se convirtió en la pieza central del álbum y, junto a "The Weight" (publicada un año antes en Music from Big Pink), en uno de los temas más conocidos del grupo. 
La canción fue interpretada en directo en la gira conjunta de The Band con Bob Dylan en 1974 y publicada en el álbum en directo Before the Flood. En 2003, la revista musical Rolling Stone situó a "The Night They Drove Old Dixie Down" en el puesto 245 de la lista de las 500 mejores canciones de todos los tiempos.
Una toma alternativa de "The Night They Drove Old Dixie Down" fue incluida en la reedición de The Band en 2000, con Robertson marcando el tempo con la guitarra acústica, un falso comienzo y la toma a continuación.

## Versiones
La canción ha sido ampliamente versionada por otros artistas, notablemente por Joan Báez, cuya versión alcanzó el puesto 3 en la lista Billboard Hot 100 en 1971, apenas un año después de la publicación de la versión original. La canción fue también versionada por Richie Havens. Johnny Cash realizó una adaptación del tema para su álbum de 1975 John R. Cash. Por otra parte, Jerry García interpretó la canción en varios de sus conciertos en solitario.
En 1972, una versión de la canción titulada "Am Tag, als Conny Kramer starb" (que se puede traducir al español como: "El día en que Conny Kramer murió") interpretada por Juliane Werding alcanzó la primera posición en las listas de Alemania Occidental. Para la ocasión, la letra fue cambiada completamente para adaptarla a la temática de la drogadicción, relatando la muerte de un joven debido a su adicción a la droga. En 1986, la banda alemana Die Goldenen Zitronen realizó una parodia de la canción bajo el título "Am Tag, als Thomas Anders stab" (lo cual puede traducirse al español como: "El día en que Thomas Anders murió").
Jimmy Arnold grabó una versión de la canción para su álbum Southern Soul, integrado por canciones relacionadas con el bando confederado en la Guerra Civil Americana. Steve Young también grabó una versión del tema para su álbum de 1975 Honky Tonk Man. Richie Havens interpretó la canción en su álbum en directo de 1990 Live at the Cellar Door. La canción también aparece en el álbum de John Denver Whose Garden Was This, publicado en 1970. Dicha versión también fue incluida en el recopilatorio de 2001 John Denver The Greatest Collection.
"The Night They Drove Old Dixie Down" ha sido también versionada por The Black Crowes. Sendas versiones en directo fueron incluidas en sus grabaciones de 2005 y 2006 bajo el nombre de Instant Live y en el álbum y DVD Freak and Roll... Into the Fog. Jackie Greene interpretó la canción en los bises de sus conciertos durante la gira de 2006 y publicó una grabación en su página web oficial. The Allman Brothers Band realizó también una versión del tema en Bonnaroo en 2005 y en el Beacon Theatre en 2007. Por su parte, The Decemberists versionaron la canción durante su concierto en el McMenamins Edgefield Manor el 22 de julio de 2007. Duke Special interpretó la canción en directo junto a Brian Houston durante su concierto el 22 de agosto de 2007 en el Empire Music Hall de Belfast, Irlanda del Norte. City and Colour también versionaron la canción con Attack in Black durante un concierto en el Music Hall de Toronto, Ontario, Canadá, el 12 de septiembre de 2007, así como en el Edmonton Folk Music Festival.

## Personal
- Rick Danko: bajo y coros
- Levon Helm: voz y batería
- Garth Hudson: melódica y trompeta
- Richard Manuel: piano y coros
- Robbie Robertson: guitarra